# Erika Haindl

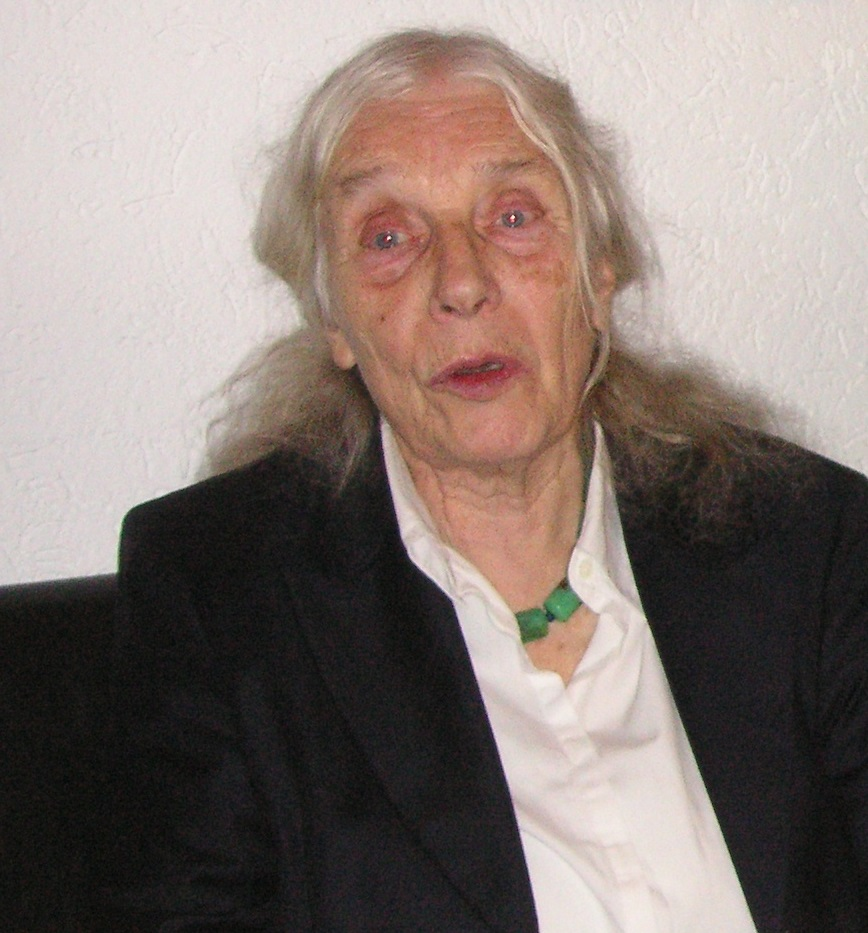
Erika Haindl

Erika Haindl, geborene Mehlhorn (* 27. April 1931 in Frankfurt-Höchst; † 28. April 2019 in Hofheim am Taunus), war eine deutsche Kulturanthropologin, Frauenrechtlerin, Denkmalschützerin und SPD-Stadtverordnete in Hofheim am Taunus von 1972 bis 1981. Sie war ab 1955 mit dem Künstler Hermann Haindl verheiratet. Gemeinsam hatten sie zwei Kinder.

## Leben
Haindl studierte ab 1971 mittels Begabtenprüfung Lehramt an der Johann Wolfgang Goethe-Universität Frankfurt am Main, wo sie 1979 ihr Staatsexamen als Hauswirtschaftsleiterin ablegte. Daran schloss sie eine Promotion im Fach Kulturanthropologie / Europäische Ethnologie zum Thema Kulturanalyse einer „historischen“ Kleinstadt als Grundlage für kommunalpolitische Planungs- und Sozialaufgaben am erst 1974 von Ina-Maria Greverus gegründeten Institut für Kulturanthropologie und Europäische Ethnologie der Goethe-Universität an.
In ihrer Wahlheimatgemeinde machte sich Erika Haindl einen Namen als „Stachel der Hofheimer Gesellschaft“ aufgrund ihres Engagements für Denkmalschutz und für das Gedenken der Opfer der Hexenverfolgung.

### Denkmalschutz
Ab 1972 Stadtverordnete für die SPD und von 1976 bis 1988 Mitglied der Altstadtkommission, gab Erika Haindl gemeinsam mit ihrem Mann den Anstoß zur Rettung der Hofheimer Altstadt. 1974 gründeten beide die Bürgervereinigung Hofheimer Altstadt e.V., 1976 renovierten sie als Pilotprojekt ihrer Initiative ein Bauerngehöft aus dem späten 17. Jahrhundert, in dem die Familie Haindl fortan wohnte, und sanierten schließlich 1982 eine Fachwerkscheune, in die das Kunstatelier von Hermann Haindl einziehen sollte. Die großen gewonnenen Flächen stellte das Ehepaar Haindl außerdem wiederkehrend für kulturelle Veranstaltungen zur Verfügung.

### Hexengedenken
Erika Haindl ist in besonderem Maße das Aufkeimen einer Gedenkkultur für die Opfer von Hexenverfolgung zu verdanken.
1987 gründete sie das Zentrum für altes und neues Wissen und Handeln e.V., dessen Organisation sie von da an bis 2001 ehrenamtlich übernahm. In diesem Jahr stiftete sie dann der Stadt Hofheim ein Relief zum Gedenken an die Opfer der Hexenverfolgung mit der Inschrift: „Zum Gedenken an die als Hexen Gefolterten und Hingerichteten. Wo Gewalt herrscht, gedeiht kein Frieden. Heilung braucht Erinnerung“ und richtete im Hofheimer Stadtmuseum zu diesem Anlass zwei Sonderausstellungen ("Hexenprozesse in Hofheim und ihre Opfer" und "Hexenverfolgung in Kurmainz") ein. In den Ämtern Höchst und Hofheim sind für den Zeitraum zwischen 1588 und 1602 bis dato 23 Hexenprozesse gegen Frauen belegt, wobei 15 der Angeklagten hingerichtet worden sind. Dank Erika Haindls Engagement ist jenen Frauen 2010 durch das Kurfürstliche Amt Höchst-Hofheim Rehabilitierung zugekommen.
Seit Anfang der 2000er Jahre findet jährlich am 27. April vor dem Relief am Hofheimer Hexenturm unter dem Stichwort "Heilung braucht Erinnerung" ein Gedenken jener Frauen und Männer statt, die unter der Bezichtigung der Hexerei verfolgt, vor Gericht geführt und mit dem (Feuer-)Tod bestraft worden sind sowie jener Menschen, denen noch in der Gegenwart Gewalt, Verfolgung und Folter angetan wird. Mitveranstalterinnen der Gedenkfeier sind das Zentrum für altes und neues Wissen und Handeln e.V., der Verein Frauen helfen Frauen im Main-Taunus-Kreis, das Stadtarchiv sowie das Stadtmuseum.

## Publikationen (Auswahl)
- Versuche, der Zivilisation zu entkommen. Frankfurt am Main: Institut für Kulturanthropologie und Europäische Ethnologie, 1983 (zusammen mit Ina-Maria Greverus).[10]
- Kulturanalyse einer „historischen“ Kleinstadt als Grundlage für kommunalpolitische Planungs- und Sozialaufgaben. Frankfurt am Main / Bern: Lang, 1983 (Hochschulschrift).[11]
- Ökologie, Provinz, Regionalismus. Frankfurt am Main: Institut für Kulturanthropologie und Europäische Ethnologie, 1984 (zusammen mit Ina-Maria Greverus).[12]
- Gestern Rathaus – heute Café. Neue öffentliche Nutzung für alte Bausubstanz. Frankfurt am Main: Institut für Kulturanthropologie und Europäische Ethnologie, 1984.[13]
- Neustadt am Main. Biographie eines Dorfes. Würzburg: Echter, 1994.[14]

## Preise und Auszeichnungen
- 1979 Deutscher Preis für Denkmalschutz (vom Deutschen Nationalkomitee für Denkmalschutz) (zusammen mit ihrem Ehemann Hermann Haindl)
- 1985 Ehrenbrief des Landes Hessen
- 1991 Ehrennadel in Silber der Stadt Hofheim
- 2011 Ehrenring in Gold der Stadt Hofheim
- 2011 Ernennung zur Ehrenbürgerin der Hofheimer Partnerstadt Buccino (Provinz Salerno, Kampanien) (ebenso wie ihr Ehemann Hermann Haindl)
- 2012 Verdienstkreuz am Bande des Verdienstordens der Bundesrepublik Deutschland

Quelle: